# Квач (пензель)

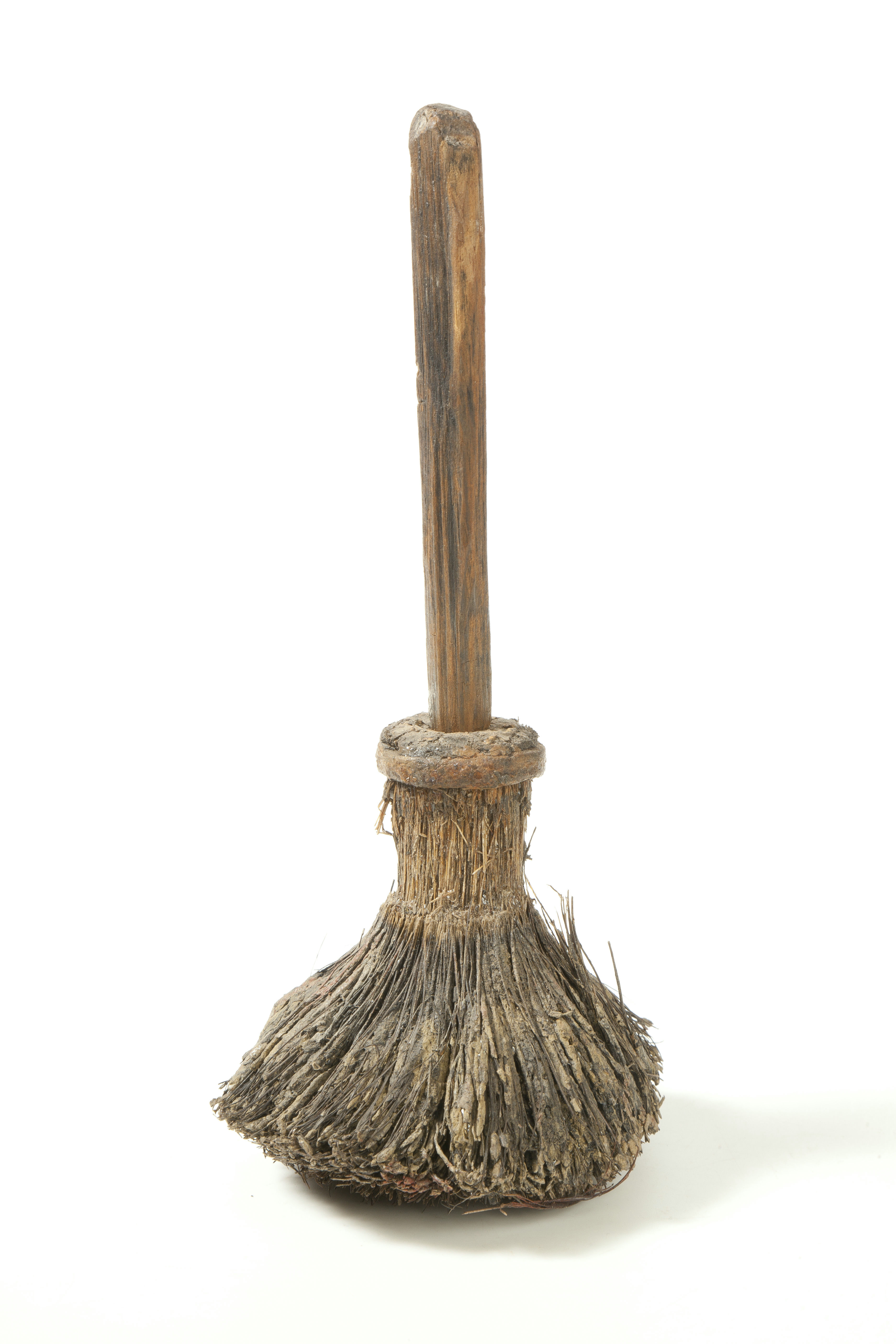
Квач з корабля, затонулого в першій половині XVIII ст.

Квач, зменш. квачик (від квацяти, квацати — «розмазувати») — інструмент у вигляді широкої, грубої щітки (пензля) або намотаного на кінець палиці клоччя, мачули, ганчір'я. Квач застосовується для мазання, зокрема, його використовували для змащування коліс дьогтем, коломаззю, білення стін.
З назвою цього знаряддя пов'язана і назва гри квач: первісно грубі пензлі з клоччя використовували, щоб влучити в гравця («поквачити»).
Безхарактерну, безвільну людину називають «квачем». Також є приказка «п'яний як квач». Слово «квачомаз» означає «невмілий художник, мазій».